# Радвілішкіс
Радвілішкіс (лит. Radviliškis) — місто в центральній частині Литви, адміністративний центр Радвілішкіського району Шяуляйського повіту. Має славу залізничного міста, оскільки виросло на лінії Лібаво-Роменської залізниці. Належить до етнографічного регіону Аукштота.

## Історія
Радвілішкіс був заснований наприкінці 15 століття. Вперше згадується в книзі державного господарства М. Довнар-Запольського з переліком платників податків міст 1567.
1687 Ян Собеський, король Литовський і Польський, надав йому право ярмаркувати.
Радвілішкіс багато разів спустошували військові сили, чума та голод у 17-19 століттях. Після чуми у 1708—1710 роках у Радвілішкісі не залишилося жодного громадянина.

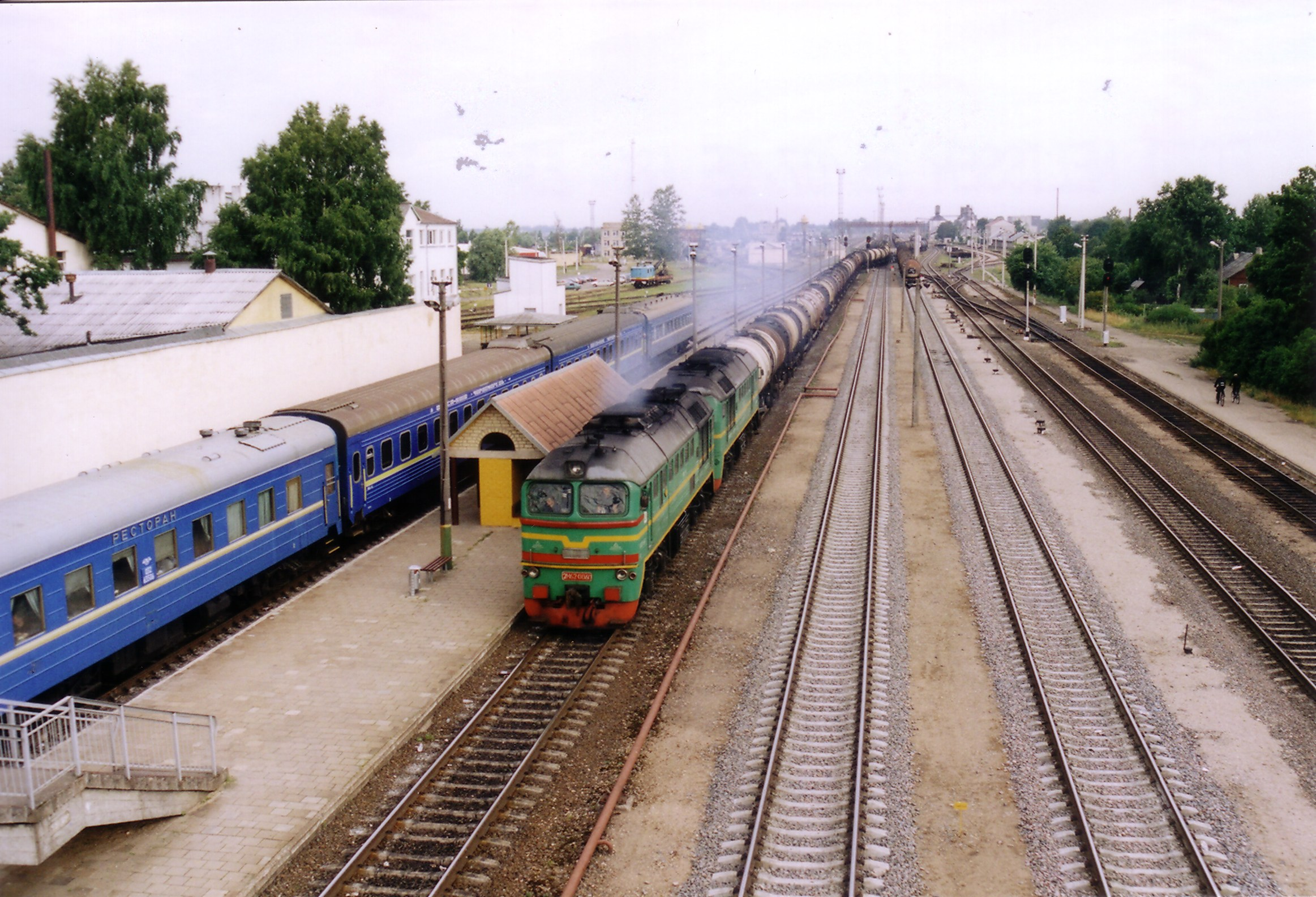
Радвілішкіс, залізнична станція

Зростання міста почалося, коли в 1870 році збудована залізнична лінія Лієпая — Ромни, яка перетинає місто. Ділянка Радвілішкіс — Даугавпілс збудована 1873. Залізничники становили більшість жителів міста.
1998 в центрі Радвілішкіса відкрито скульптуру богині Перемоги Ніки. Її створив скульптор П. Мазурас.

## Назва та герб
Імовірно назва походить від імені знатного роду литовського походження Радзивіллів (Радвіл). Ця родина правила Радвілішкісом більше 200 років у складі Речі Посполитої, з 1546 по 1764 рік.
На гербі Радвілішкаса зображений здиблений кінь, який випромінює світло. Авторка художниця Лайма Рамонене.

## Пам'ятки
Радвілішкіс був відомий своєю залізницею та чорними від паровозного диму горобцями.
Два символи міста — залізниця та чорні ластівки.
Кам'яний вітряк у Радвілішкісі було споруджено на згадку про жорстокі та переможні битви 1919 року проти німецько-російських збройних сил (бермонтівців).
Сучасною пам'яткою архітектури є дерев'яна дзвіниця костелу Непорочного Зачаття Пресвятої Діви Марії Радвілішської парафії. Встановлена 1878 р. Дзвіниця горіла двічі. Вона була реконструйована у 1984.

## Персоналії
- Вітаутас Ромульдас Томкус (1940—2022) — литовський актор.

## Зовнішні зв'язки
Радвілішкіс має 12 міст-побратимів:
- Гнєзно, Польща
- Гродзиськ-Мазовецький, Польща
- Несвіж, Білорусь
- Валга, Естонія
- Валка, Латвія
- Ліллегаммер, Норвегія
- Стателе, Норвегія
- Шпаер, Німеччина
- Скара, Швеція
- Карміель, Ізраїль
- Сен-Сен-л'Аббе, Франція
- Умань, Україна

## Галерея

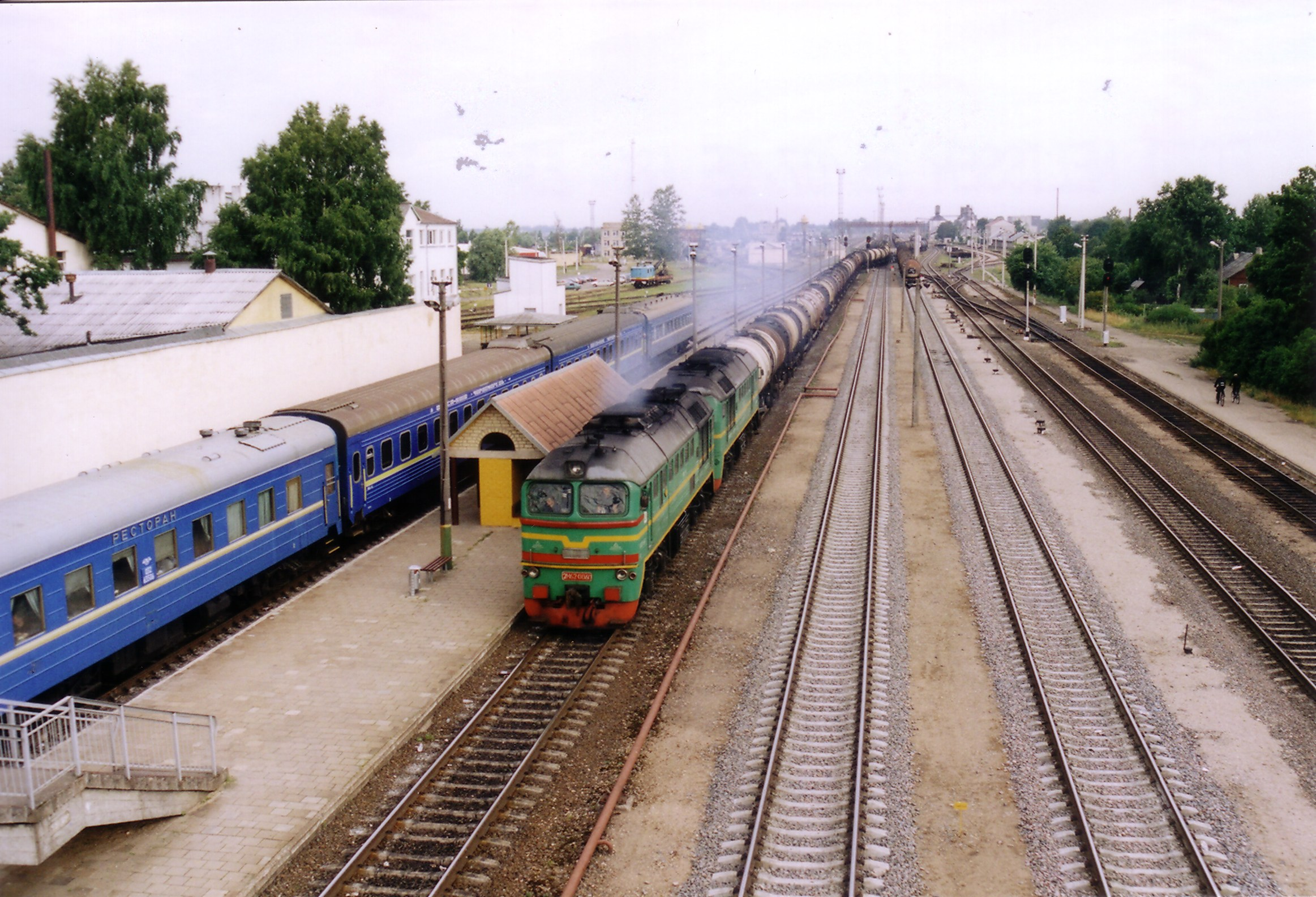
Вокзал
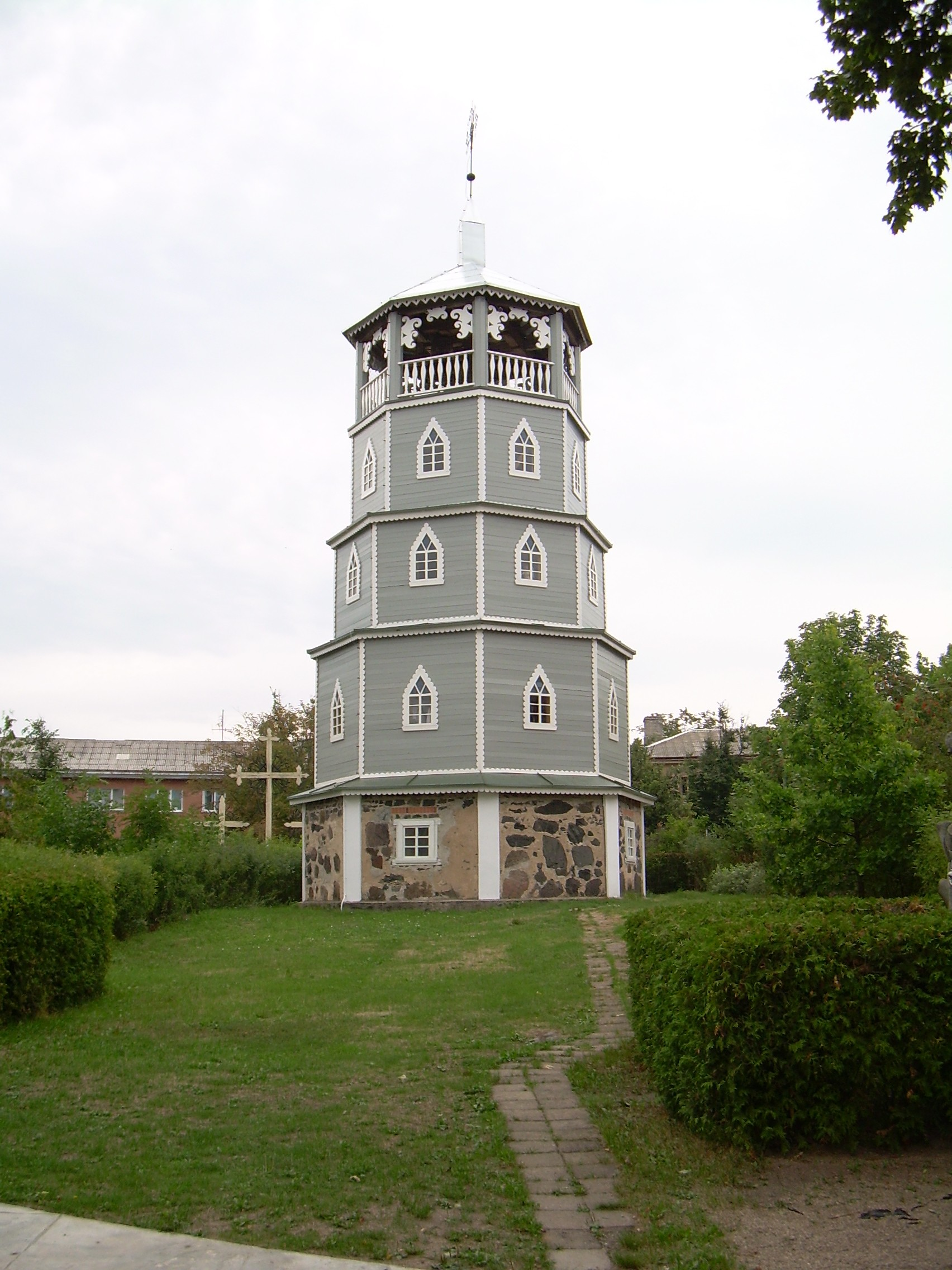
Дзвіниця
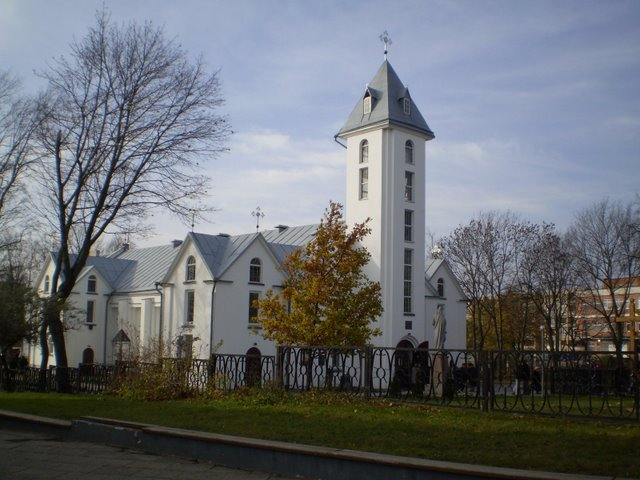
Церква